# Ойстер-Крік (Техас)
Ойстер-Крік (англ. Oyster Creek) — місто (англ. city) в США, в окрузі Бразорія штату Техас. Населення — 1173 особи (2020).

## Географія
Ойстер-Крік розташований за координатами 28°59′53″ пн. ш. 95°19′45″ зх. д. / 28.99806° пн. ш. 95.32917° зх. д. (28.998077, -95.329258).  За даними Бюро перепису населення США в 2010 році місто мало площу 5,51 км², з яких 4,89 км² — суходіл та 0,63 км² — водойми.

## Демографія
Згідно з переписом 2010 року, у місті мешкало 1111 осіб у 423 домогосподарствах у складі 300 родин. Густота населення становила 202 особи/км².  Було 556 помешкань (101/км²).
Расовий склад населення:
| - 83,5 % — білих - 3,8 % — чорних або афроамериканців - 1,6 % — корінних американців - 0,4 % — азіатів - 7,6 % — осіб інших рас |

До двох чи більше рас належало 3,2 %. Частка іспаномовних становила 23,5 % від усіх жителів.
За віковим діапазоном населення розподілялося таким чином: 25,6 % — особи молодші 18 років, 61,4 % — особи у віці 18—64 років, 13,0 % — особи у віці 65 років та старші. Медіана віку мешканця становила 38,3 року. На 100 осіб жіночої статі у місті припадало 101,3 чоловіків;  на 100 жінок у віці від 18 років та старших — 105,2 чоловіків також старших 18 років.
Середній дохід на одне домашнє господарство  становив 52 921 долар США (медіана — 39 063), а середній дохід на одну сім'ю — 59 674 долари (медіана — 43 750). Медіана доходів становила 51 458 доларів для чоловіків та 32 292 долари для жінок. За межею бідності перебувало 26,5 % осіб, у тому числі 45,7 % дітей у віці до 18 років та 17,4 % осіб у віці 65 років та старших.
Цивільне працевлаштоване населення становило 403 особи. Основні галузі зайнятості: будівництво — 23,8 %, транспорт — 12,2 %, освіта, охорона здоров'я та соціальна допомога — 11,4 %.